# Контроллер Nintendo GameCube
Контроллер Nintendo GameCube (DOL-003) является стандартным игровым контроллером для игровой консоли Nintendo GameCube.

## Образ

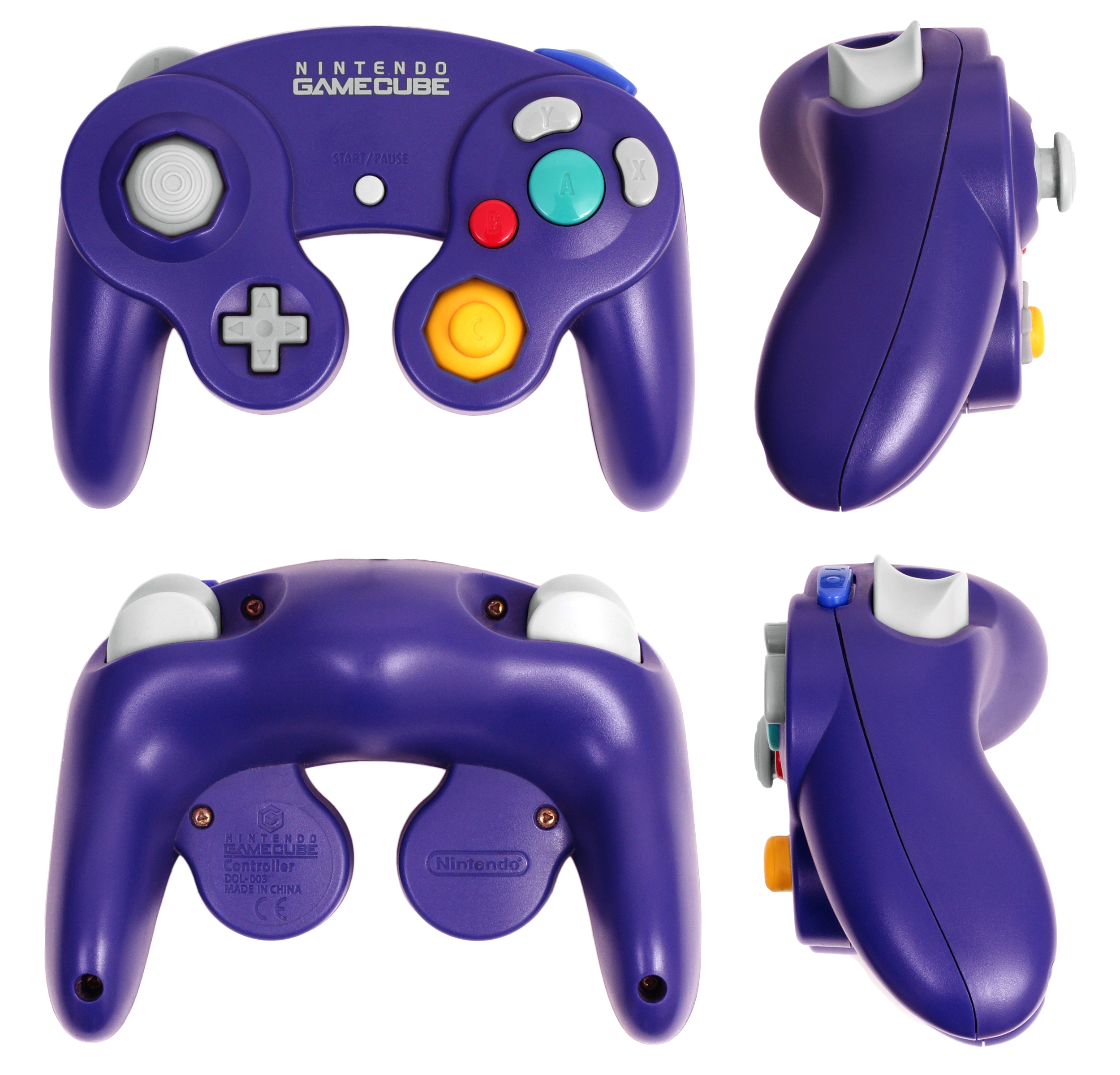
Фиолетовый контроллер GameCube

Стандартный контроллер GameCube обеспечивает тактильную обратную связь из-за встроенного мотора вместо использования внешних дополнений Rumble Pak, как контроллер Nintendo 64. Также в отличие от своего предшественника, а также его преемника Wii Remote, этот контроллер не обеспечивает никаких расширений возможностей.
Контроллер имеет в общей сложности шесть цифровых кнопок, два аналоговых джойстика, D-Pad и два гибридных аналоговых триггера/цифровые кнопки.

## Версии

### Цвета / конструкции
Контроллер GameCube продавался в нескольких различных цветовых версиях. Стандартные цвета — это «Индиго» (фиолетовый), «Jet Black» (чёрный), «Spice» (оранжевый) и «Platinum» (серебро), которые входили в комплект поставки консолей соответствующих цветов, а также продавались отдельно. Другие стандартные цвета продаются отдельно («Изумрудно-голубой» (бирюзовый, версия была доступна только в Японии), и «Индиго / Clear» (индиго / фиолетовый с прозрачным корпусом).

### Переиздание
В апреле 2008 года фирма Nintendo выпустила белый контроллер GameCube исключительно для Японии (Amazon.com позволяет заказать доставку в другие страны). Это был результат увеличения спроса в связи с обратной совместимостью Wii с играми GameCube и тем фактом, что несколько игр Wii поддерживают контроллер в качестве основного метода контроля. Он отличается от предыдущих изданий в том, что в отличие от стандартного двухметрового чёрного кабеля подключается к консоли трёхметровым белым. Оригинальный контроллер в Японии считается дефицитным товаром, но Nintendo America по-прежнему продаёт стандартный контроллер в интернет-магазине.

### WaveBird

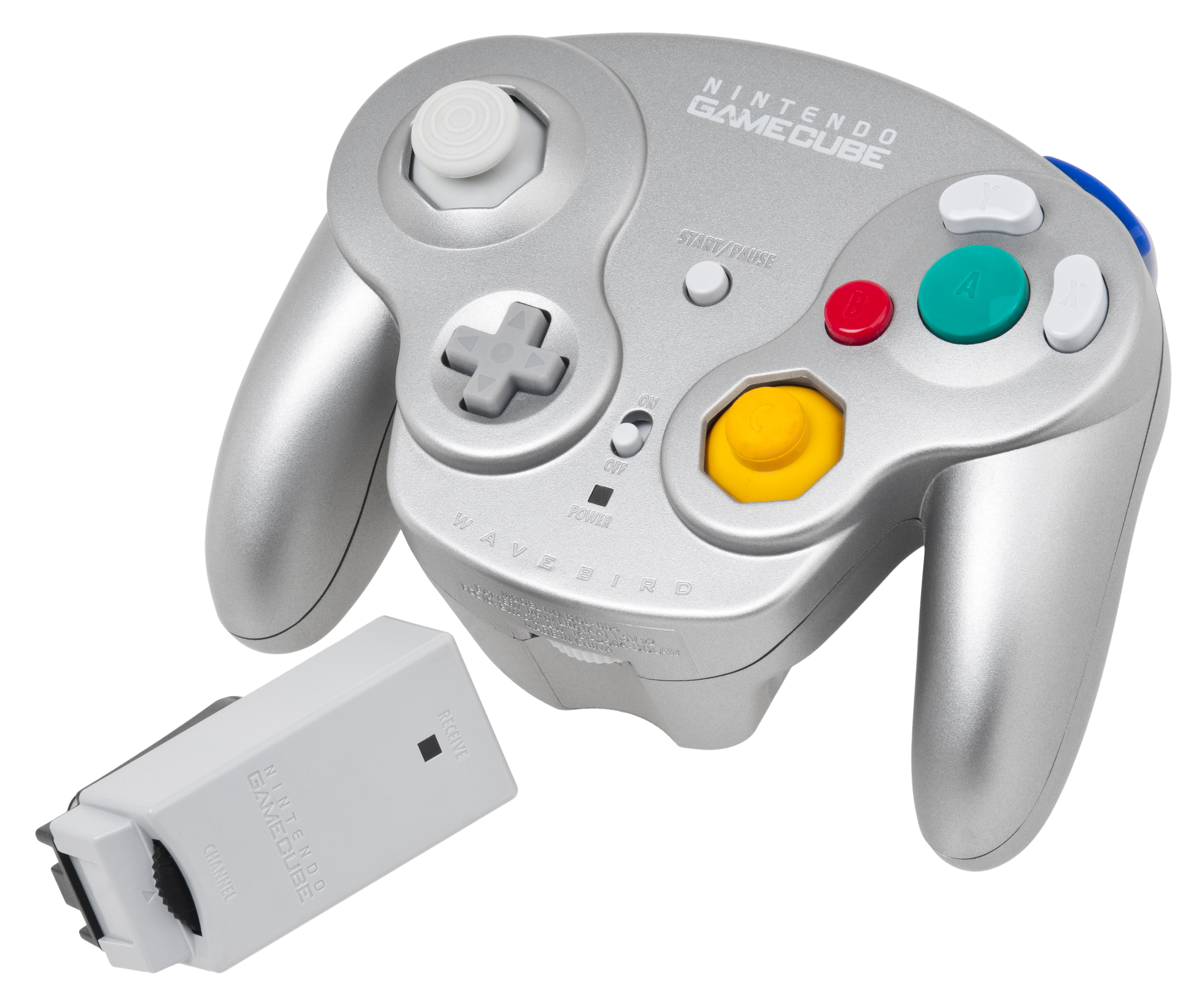
Серый беспроводной контроллер WaveBird

Форма WaveBird частично схожа с формой обычного проводного контроллера GameCube. Ради того, чтобы сделать контроллер беспроводным, пришлось пожертвовать функцией виброотдачи.